# Останино (Верховажский район)
Останино — упразднённая деревня в Верховажском районе Вологодской области России. В настоящее время территория бывшей деревни находится в границах села Верховажье.

## География
Находилась в северной части области, в подзоне средней тайги, в пределах южной части Важско-Кулойской низины, на левом берегу реки Ваги.

### Климат
Климат характеризуется как умеренно континентальный. Среднегодовая температура воздуха — +1,8 °C. Абсолютный минимум температуры воздуха составляет −46 °C; абсолютный максимум — +37 °C. Безморозный период длится 110—115 дней. Среднегодовое количество атмосферных осадков составляет 637 мм. В течение года преобладают ветра юго-западного направления.

## История
В «Списке населенных мест Вологодской губернии по сведениям 1859 года» населённый пункт упомянут как удельная деревня Останино (Останины Горы, Хлыны) Вельского уезда, расположенная в 41 версте от уездного города. В деревне имелось 6 дворов и проживало 43 человека (20 мужчин и 23 женщины). В 1881 году входила в состав Верховской волости.
По данным 1909 года, в деревне имелось 8 хозяйств и проживало 55 человек (32 мужчины и 23 женщины).
В 1940 году входила в состав Верховажского сельсовета Верховажского района. Упразднена не позднее 1973 года.